# Forkhead-Box-Protein A2
Das Forkhead-Box-Protein A2 (Foxa2) (auch: Hepatozyten-nukleärer Faktor 3-beta, HNF3b) ist ein Transkriptionsfaktor in Chordatieren. Der Transkriptionsfaktor Foxa2 bindet als Monomer an DNA. Eine Rolle spielt Foxa2 unter anderem bei der Gastrulation, bei der fetalen Entwicklung des Gastrointestinaltraktes, bei der Pankreasentwicklung und der Regulation der Insulinfreisetzung. Foxa2 reguliert die Genexpression vieler Enzyme der Leber. Außerdem wurde in Schilddrüse und Prostata über eine Foxa2-Expression berichtet. Defekte von Foxa2 sind wahrscheinlich schon in utero letal: in der OMIM-Datenbank findet sich jedenfalls keine monogene Krankheit wegen eines angeborenen Foxa2-Defektes.
Foxa2 gehört zu den Forkhead-Box-Proteinen. Die Expression von Foxa2 im Embryo wird von TEAD-Proteinen reguliert, wie an Zebrafischen festgestellt werden konnte. Im erwachsenen Organismus hemmt Insulin die Foxa2-Funktion durch direkte Phosphorylierung. Die Phosphorylierung von Foxa2 an der Aminosäure Serin-283 durch die Proteinkinase DNA-PK andererseits ist essenziell für seine Funktion. Foxa2 interagiert außerdem direkt mit dem Androgenrezeptor.

## Struktur und Genetik
Das FOXA2-Gen des Menschen liegt auf Chromosom 20, Genlocus p11. Es gibt zwei Transkriptionsvarianten. Die längere Variante (var 2) enthält ein nichttranslatiertes Exon 1 und die translatierten Exone 2 und 3, während die kürzere Variante (var 1) aus zwei Exonen hervorgeht, von denen beide teilweise translatiert werden.
Aus var 1-RNA wird ein 463 Aminosäuren langes Protein translatiert, das Protein aus var 2 hat 457 Aminosäuren.

## Foxa2 und alternatives Splicen
Calcitonin (Calc) und Calcitonin-Gen-related Peptide (CGRP) sind alternative Splice-Produkte des gleichen Gens und gelten als Beispiel für alternatives Splicen. Das Gen hat sechs Exone. In Neuronen wird die CGRP-mRNA generiert aus den Exonen 1, 2, 3, 5 und 6. In Schilddrüsen-C-Zellen dagegen wird dagegen die Calc-mRNA generiert aus den Exonen 1, 2, 3 und 4. Zhou und Baranika habe vor kurzem gezeigt, dass Foxa2 (und Fox-1) durch Bindung an ein UGCAUG-RNA-Stück in der Nähe der 3’-Splicing-Stelle das Processing in Richtung CGRP verschieben.

## Stammesgeschichte von Foxa2 und anderen Forkhead-Box-Proteinen

Phylogenetischer Baum mit den wahrscheinlichen Abstammungsverhältnissen mancher Forkhead-Box-Proteine. FOXA2 sind grün markiert

Das nächste mit Foxa2 verwandte Protein ist das Foxa1 der Wirbeltiere. Der Zeitpunkt der Genverdopplung liegt vor oder bei der Entstehung der Wirbeltiere. Genauere Aussagen sind auch von der funktionellen Beschreibung der Proteine in stammesgeschichtlich älteren Lebewesen abhängig. Ein direkt orthologes Gen von FOXA2 in den Modell-Chordaten Branchiostoma und Ciona scheint es jedenfalls nicht zu geben. Die als Foxa2 beschriebenen Proteine im Wurm Hydroides elegans und im Lanzettfischchen (Branchiostoma floridae) sind weitläufigere Verwandte als Foxa4 (siehe Abbildung).

## Funktion des Transkriptionsfaktors Foxa2

### Gastrulation
Mangold und Spemann haben schon 1924 den Spemann-Organisator für Amphibien beschrieben. Diese Struktur, die für die Musterbildung bei der Fötalentwicklung von Chordatieren unverzichtbar ist, wird durch das Foxa2-Protein mitgeprägt. Die Expression von Foxa2 im Organisator hängt ab FoxH1/Smad. Eine gegenseitige Abhängigkeit existiert zwischen der Foxa2- und der Brachyury/T-Expression. Von Foxa2 hängen weitere Transkriptionsfaktoren ab wie Noto, Shh, Foxa1, Foxd4, MLF1, Pim1, Smoc1, wie Templin und Kollegen 2008 publiziert haben.

### Entwicklung dopaminerger Neuronen
Der Verlust dopaminerger Neuronen im Mittelhirn gilt als ursächlich für die Parkinson-Krankheit. Foxa2 ist sowohl an der Entwicklung dieser Neuronen beteiligt als auch wahrscheinlich an deren frühzeitiger Degeneration. Ausgehend vom Organisator wird durch Kontrolle von Foxa2 die erste Anlage des zentralen Nervensystems angelegt, das Neuralrohr. Foxa2-Expression bestimmt die sogenannte floor plate des Neuralrohrs. Von hier entwickeln sich aus Foxa2-positiven Zellen dopaminerge Neuronen.
Verlust beider Foxa2-Allele führt in utero zu Letalität. Mäuse, die nur ein Foxa2-Allel tragen, entwickeln als erwachsene Tiere Ausfallerscheinungen des Bewegungsapparates. Bei Tieren, die diese Ausfälle zeigten, war gleichzeitig ein Verlust dopaminerger Neuronen in der Substantia nigra festzustellen; dieses Bild entspricht der Parkinson-Krankheit des Menschen.

### Entwicklung der Leber
Die Entwicklung der Leber innerhalb der Fötalentwicklung läuft in zwei Stufen ab: Zuerst werden innerhalb des Vorderdarm-Endothels Zellen befähigt, auf Organ-spezifische Signale zu reagieren, danach erfolgt die Expression Leber-spezifischer Gene. Beim ersten Schritt sind sowohl Foxa1 als auch Foxa2 gemeinsam beteiligt. Ohne die Expression beider Gene kann sich keine Leber entwickeln, da offensichtlich keine Reaktion auf weitere notwendige Stimulatoren wie z. B. Fibroblasten-Wachstumsfaktor erfolgen kann. Mäuse-Föten, die defekte Foxa1- und Foxa2-Gene besitzen, entwickeln sich bis zu Tag 8,5 in gleicher Weise wie Kontroll-Föten. Danach bleibt die Entwicklung zurück und die Föten sterben vor der Geburt ab.
Die wichtigste Veränderung gegenüber Normaltieren betrifft das Ausbleiben der Leberanlage, das Fehlen von Hepatoblasten. Tiere, bei denen entweder das Foxa1-Gen oder das Foxa2-Gen defekt waren, konnten dagegen die Leberanlage entwickeln. Andere Gene, bei denen Defekte ebenfalls die Leberentwicklung stören, wirken erst, nachdem die Leber angelegt ist: Hex, HNF4alpha, HNF1beta oder HNF6.
Auch die spätere Entwicklung der Gallengänge hängt von der gemeinsamen Expression von Foxa1 und Foxa2 ab: Werden beide Gene nach der Entwicklung der Leberanlage ausgeschaltet, entwickelt sich in der fötalen Leber ein vergrößerter Gallengang-Aufbau: Wegen Foxa1/a2-Unterdrückung wird verstärkt  Interleukin-6 (IL-6) gebildet, das das Wachstum der Cholangiozyten fördert. Bei Abwesenheit von Foxa1/a2 kann der Glukokortikoid-Rezeptor (ein Kernrezeptor und Transkriptionsfaktor) nicht an den IL-6-Genpromotor binden und die IL-6 Expression unterdrücken.

### Entwicklung des Pankreas und Regulation der Insulin-Freisetzung
Das Pankreas entwickelt sich ausgehend von fötalem Endoderm unter der Kontrolle des Pankreatischen und duodenalem Homeobox-Proteins Pdx1.
Das Pdx1-Protein wiederum steht unter der gemeinsamen Kontrolle der Foxa1- und Foxa2-Proteine. Mit Hilfe von gentechnisch veränderten Mäusen, bei denen die Foxa1- und Foxa2-Bildung nur in pankreatischen Zellen unterdrückt war, wurde gezeigt, dass in betroffenen Tieren eine Pankreas-Bildung fast vollständig unterdrückt werden konnte. Die Neugeborenen starben innerhalb von zwei Tagen nach der Geburt.
Die spätere Entwicklung von Insulin-bildenden Inselzellen hängt auch von der Expression des MafA-Transkriptionsfaktor ab. Dieser wiederum wird durch Foxa2, Nkx2.2 und Pdx1 aktiviert.
In reifen Pankreas-Inselzellen exprimieren sowohl die Glukagon-bildenden Alpha-Zellen, die Insulin-bildenden Beta-Zellen und die Somatostatin-bildenden Delta-Zellen Foxa2. Gezielte Inaktivation von Foxa2 ausschließlich in Beta-Zellen reduzierte die Bildung zahlreicher Proteine, darunter ATP-abhängige Kaliumkanäle, HADHSC, Dopa-Decarboxylase und andere, die Pdx1-Expression bleibt Foxa2-abhängig. Messbar ist vor allem eine verstärkte Insulin-Sekretion, die auf einer fehlerhaft erhöhten Rate an basaler Verschmelzung sekretorischer Insulin-haltiger Granula mit der Plasmamembran und damit der Ausschüttung von Insulin beruht.
Foxa2 wiederum kann in der Leber durch Insulin inhibiert werden. Dabei sind zwei unabhängige Mechanismen wirksam: Zum einen wird Foxa2 unter Insulin-Einfluss aus dem Zellkern ausgeschleust und kann daher nicht mehr als Transkriptions-Faktor wirken. Zum anderen wird durch Phosphorylierung am Threonin-156 die Foxa2-Aktivität inhibiert.

### Regulation der Nahrungsaufnahme
Orexin und Melanin-konzentrierendes Hormon (MCH) sind zwei Neuropeptide der Nahrungsaufnahme. Die Zellkerne der Nervenzellen, die Orexin oder MCH bilden, finden sich im lateralen Hypothalamus und in der Zone incerta.  Die Bildung der RNA für beide Hormone wird durch Foxa2 aktiviert. Unter Insulineinfluss wird in diesen Nervenzellen wie in Leberzellen Foxa2 aus dem Kern exportiert, so dass die Orexin- und MCH-Bildung unterdrückt wird. Dabei bleibt die Foxa2-Expression erhalten, nur die Anwesenheit von Foxa2 im Zellkern wird unterbunden.

### Regulation der Leberenzymexpression im Erwachsenen
Die konzertierte Aktion zwischen Foxa2 und dem Transkriptions-Coaktivator PGC-1β ist verantwortlich für das Hochfahren der beta-Oxidation von Fettsäuren und die Triglycerid-assoziierte Sekretion von VLDL aus der Leber.
Die Expression des Organo-Anion-Transporters LST-2 in Hepatozyten wird unter anderem von Foxa2 reguliert.
Die balancierte Synthese und der Transport von Gallensäuren aus der Leber ist auf Foxa2 angewiesen. Fehlte das Protein in der Leber von Mäusen, erhöhte sich der Serumspiegel der Gallensäuren—eine milde Cholestase stellte sich ein, die sich bei Zufuhr von Cholin verstärkte. Auf ihren Foxa2-Gehalt untersuchte Nieren von Menschen, die unter PSC oder unter Gallengangatresie litten, wiesen entsprechenden Mangel auf. Ursache war eine unzureichende Expression der Gallensalz-Membrantransporter Mpr2/3/4, die offensichtlich von Foxa2 reguliert wird. Die fehlende Regulation weiterer Gene im Gallensäurenstoffwechsel ist ein Faktor des so genannten ER-Stress, eines Symptoms der Cholestase.

### Regulation der Aquaporin-3-Expression
Die Produktion von Aquaporin-3, ein Glycerin-Transportprotein im Darm und den Nieren, wird unter anderem durch Foxa2 aktiviert und folglich bei Insulinausschüttung unterdrückt. Im Zusammenhang mit der durch Foxa2 aktivierten beta-Oxidation und der Durchlässigkeit für Glycerin kann daraus auf eine Teilnahme von Aquaporin-3 am Zucker- und Lipidstoffwechsel geschlossen werden.

## FOXA2 und Krankheiten des Menschen

### Metabolismustypen und Diabetes 2
In einer indischen Studie mit 1,656 Teilnehmern wurden Assoziationen zwischen FoxA2-Polymorphismen und mehreren Eigenschaften wie Blutzuckerwert im Fastenzustand, C-Peptid und Diabetes-Typ-II-Risiko festgestellt: Träger des (TCC)n-A5-Polymorphismus hatten erhöhtes Diabetesrisiko, erhöhten Fastenzucker, sowie erniedrigte Insulin- und C-Peptid-Werte während des Fastens. Träger von GG am rs1055080-Genlocus dagegen hatten bei Normalgewicht verringertes Diabetesrisiko.
In diabetischen Ratten ist eine durch Insulingabe erhöhte Freisetzung von Foxa2 mit einem Anstieg der GLUT-2-Expression assoziiert.

### Überexpression in Krebs und Metastasen
Die von Foxa2 regulierten Enzyme sind möglicherweise für die Progression von Prostatakrebs zum Stadium der Androgenunabhängigkeit verantwortlich. Metastasen kolorectaler Karzinome in der Leber überexprimieren Foxa2, was mit Überexpression von HNF6 einhergeht. Im Gegensatz dazu war die Produktion von Foxa2 in Schilddrüsenkrebs-Zellen gegenüber dem Normalzustand unterdrückt.

### Vermutete Rolle bei Sepsis
In Tiermodellen haben Berg und Kollegen 2006 nachgewiesen, dass der Gehalt an der Serinprotease Protein C einen frühen prognostischen Parameter darstellt, anhand dessen der Ausgang eines septischen Geschehens vorhergesagt werden kann: Je niedriger der Gehalt an Protein C, umso wahrscheinlicher ein fataler Ausgang. In der gleichen Publikation stellen die Autoren fest, dass verringerte Foxa2-Expression als Auslöser der Protein-C-Reduktion angesehen werden kann. Damit kommt der Herabregulierung von Foxa2 im Verlauf einer Infektion, die in eine Sepsis mit fatalen Folgen übergehen kann, eine wichtige Rolle zu.

### Schleimsekretion bei Asthma
In Mäusen, die unter Atemtrakt-Allergien litten, war die Expression von FoxA2 mit der Schleimproduktion assoziiert. Eine Erhöhung der FoxA2-Expression in transgenen Mäusen führte zu einer Verringerung der Sekretion von Mucus. Bei   einer Untersuchung von zehn Personen, von denen fünf an Asthma litten, konnte bei allen Asthmakranken eine Verringerung der FoxA2-Expression festgestellt werden.